# Grassode

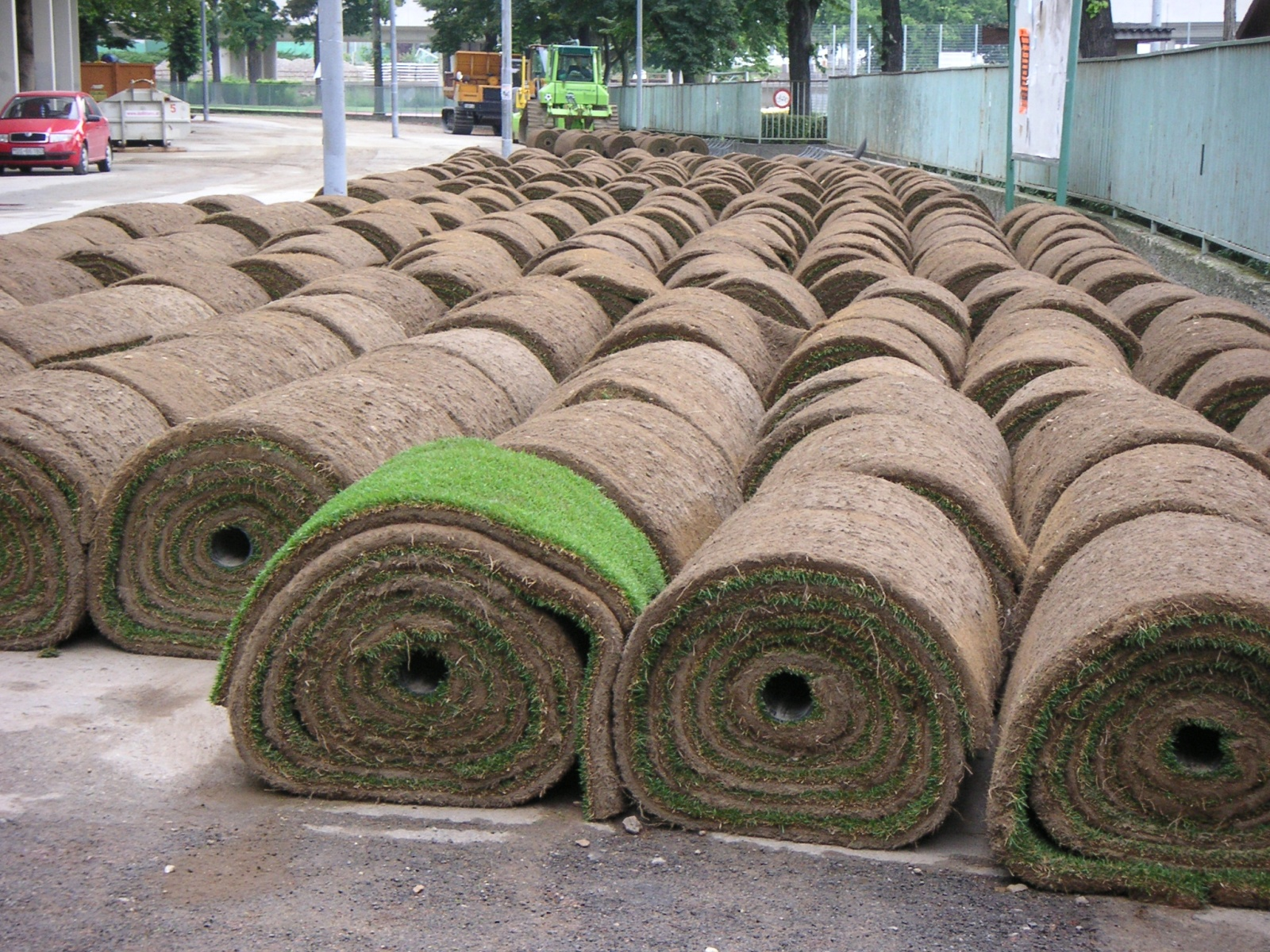
Rollrasen

Eine Grassode (auf Plattdeutsch „Hullen“), Plagge bzw. ein Rasenziegel (lat. Caespites) ist ein ausgestochenes, viereckiges Stück Grasnarbe. Speziell in feuchten Gegenden wurden diese Stücke auch als Baustoffe für Bauten wie Grassoden- und Erdhäuser verwendet.
Größere zusammenhängende Stücke werden auch als Rollrasen oder Fertigrasen genutzt.

## Grassoden
Zum Beispiel in Island wurden Grassoden als Baustoff für Grassodenhäuser verwendet. Sie dienten auch als Abdeckungsmaterial oder Baumaterial für vorzeitliche Grabhügel. In England wurden Grassoden ab dem 17. Jahrhundert zur Erstellung von Sportrasenflächen genutzt, auch heute werden sie für Begrünungen jeder Art, etwa nach Bauarbeiten oder zur Reparatur von Fehlstellen, genutzt. Im Oberharzer Wasserregal und Unterharzer Teich- und Grabensystem wurden sie auch zur Abdichtung von Teichdämmen verwendet.

## Plaggen
Der niederdeutsche Begriff Plaggen wird teilweise synonym verwendet; die beiden Begriffe sind aber nicht identisch. Beide sind Abstiche des humosen Oberbodens mit Teilen der darauf befindlichen Vegetation. Plaggen wurden aber anders als Grassoden in der Regel in Wäldern oder Heiden gewonnen. Auch ihr Verwendungszweck war ein anderer: die Plaggenwirtschaft hatte die Düngung von Ackerflächen zum Ziel.

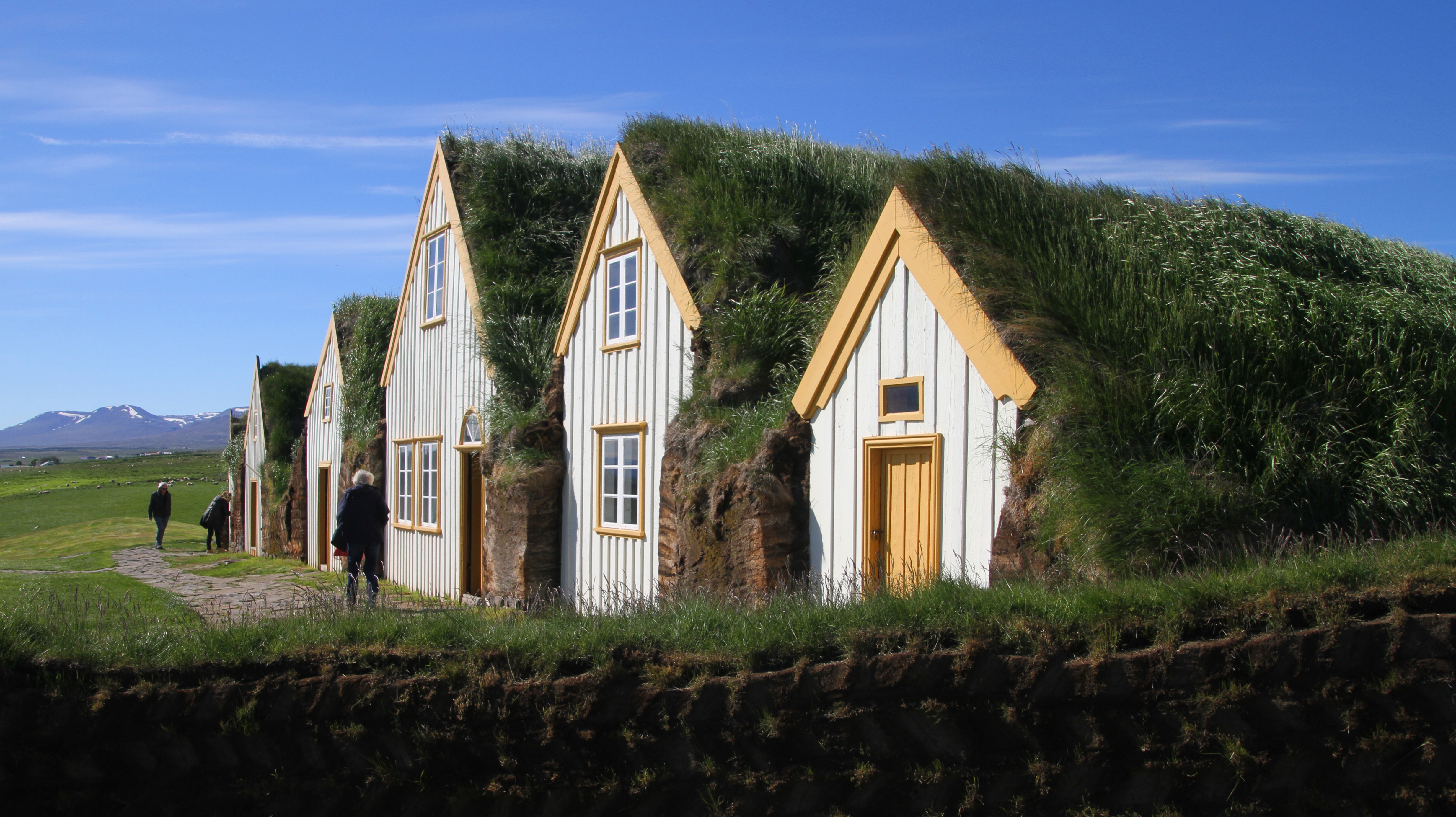
Die isländische Siedlung Glaumbær wurde im 11. Jahrhundert gegründet
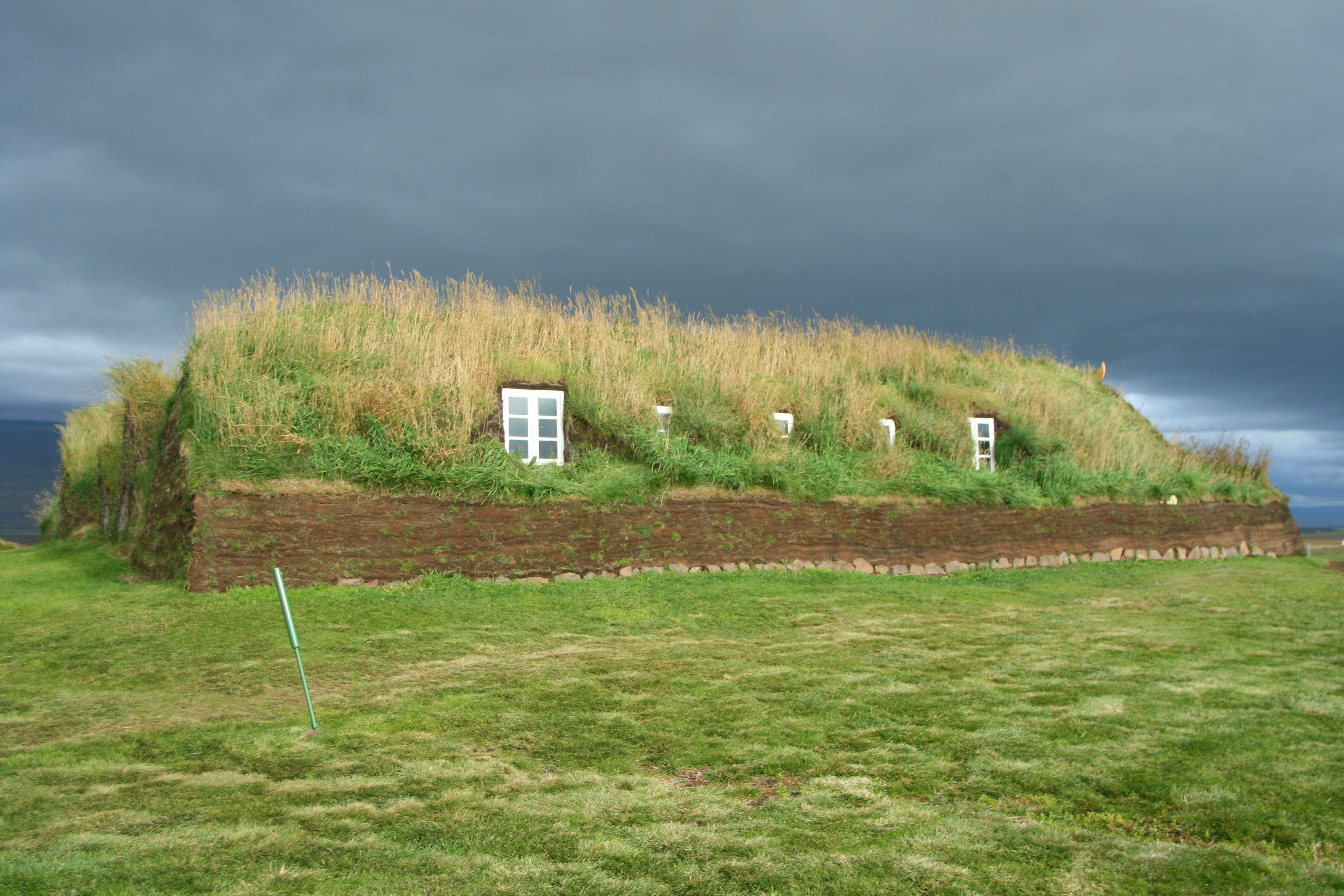
und enthält viele Grassodenhäuser mit Wänden und Dächern aus torfhaltigen Soden.
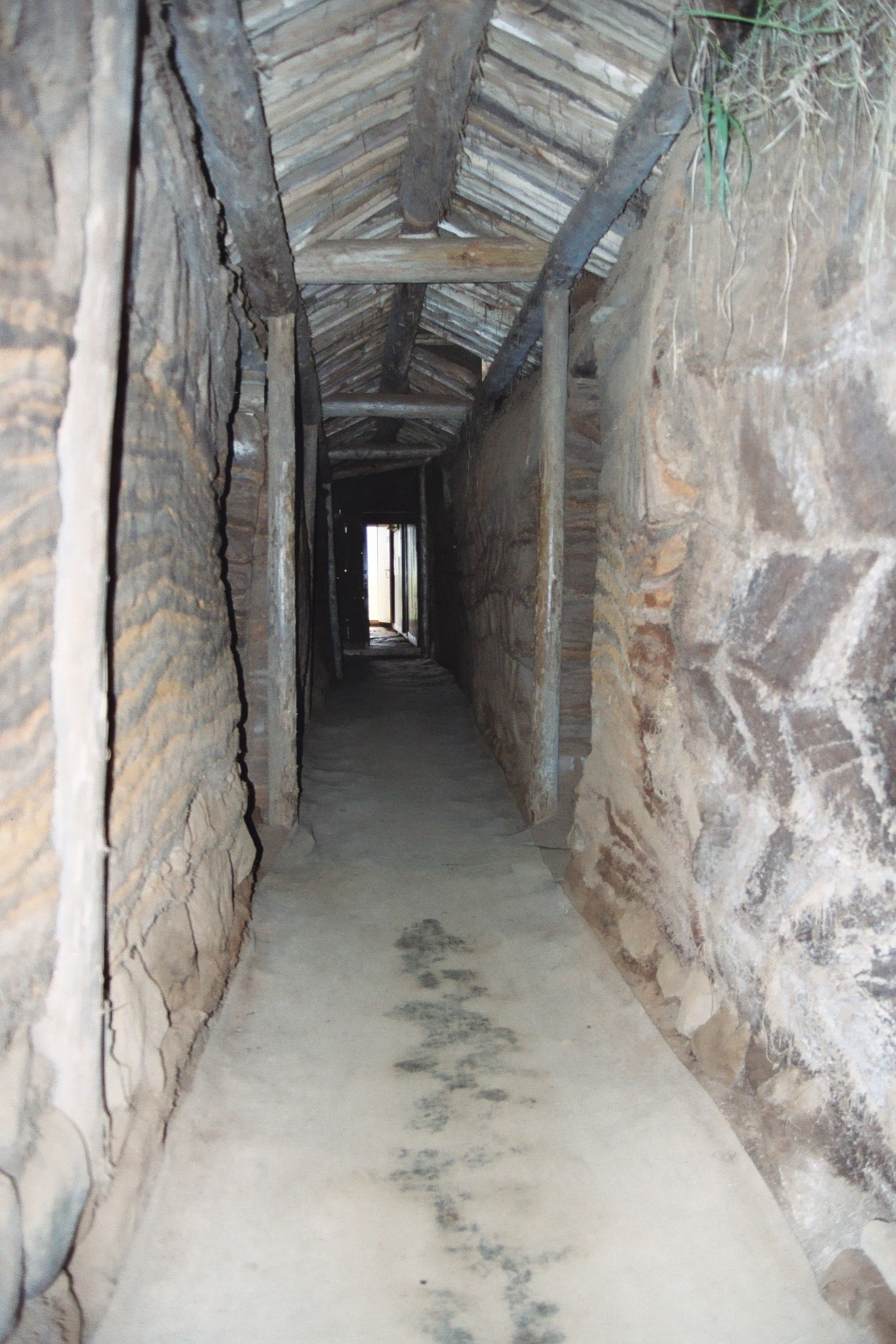
Verbindungsgang mit Wänden aus Torfsoden
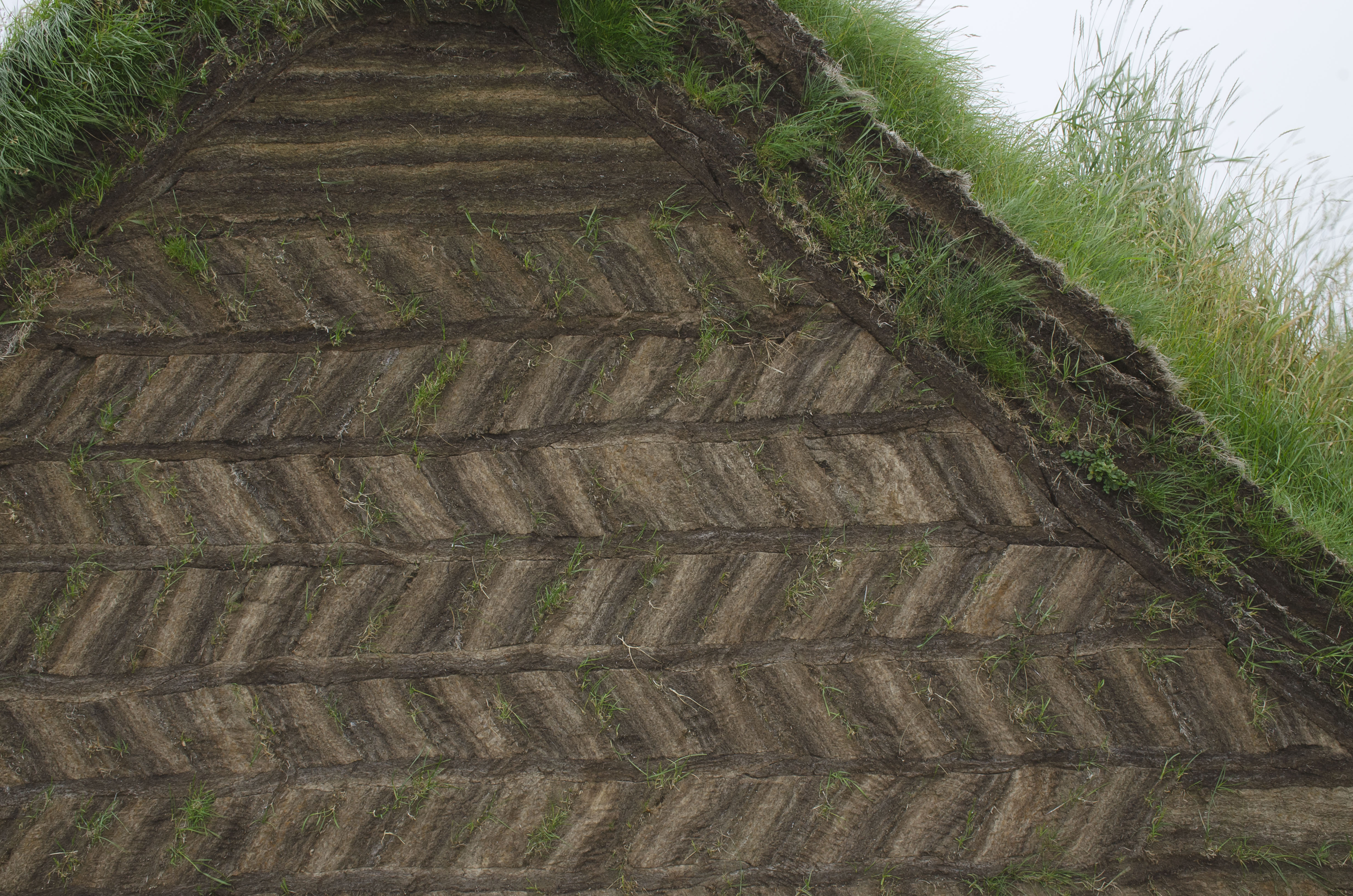
Relativ frisch geschichtete Grassoden eines Giebels

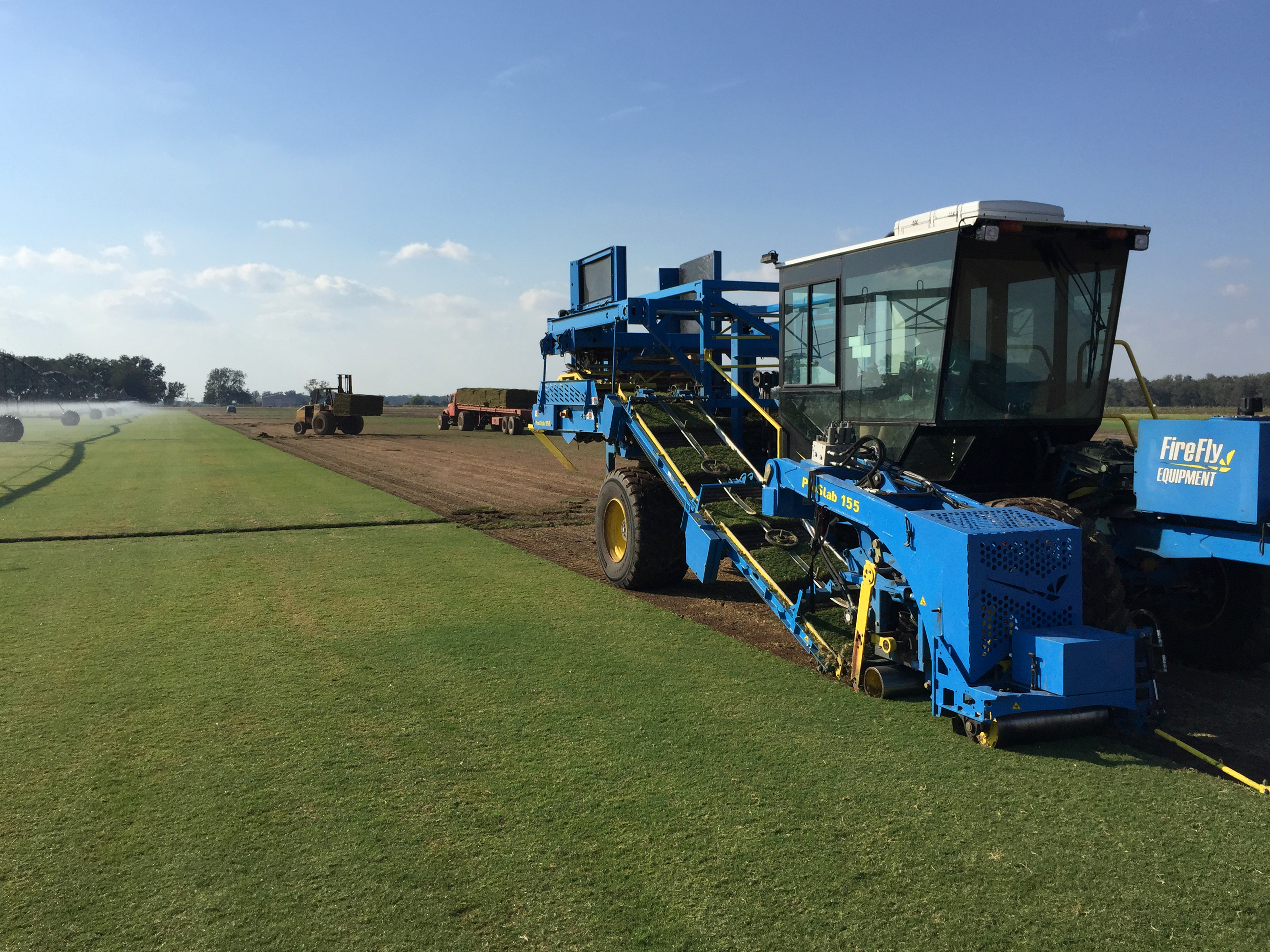
Eine Erntemaschine schneidet Fertigrasen.

## Fertigrasen
Zur Gewinnung von Fertigrasen werden ca. 5 cm starke Bahnen mit einem horizontalen Messer aus der Grasnarbe geschnitten. Die aufgerollten Bahnen werden als Rollrasen bezeichnet.
Typische Maße der Bahnen sind 40 × 250 oder 60 × 170 Zentimeter. Außerhalb Europas wird Fertigrasen auch in Plaggen oder in gefalteten Stapeln vertrieben.
Gewöhnlich werden die Wurzeln der Grasnarbe 1–2 Zentimeter unter der Oberfläche vom Untergrund abgetrennt. Seitlich werden die Bahnen mit senkrecht stehenden Messern oder einer Schneidscheibe zugeschnitten.
Fertigrasen wird bevorzugt zur Herstellung von gleichmäßig ebenen Flächen wie Fußballfeldern sowie zur schnellen Neuanlage von Grünflächen verwendet.
Die Produktion von Fertigrasen erfolgt in Rasenschulen. 2021 existieren in Deutschland ca. 80 Betriebe.
Viele Rasenschulen sind im Deutschen Rollrasen Verband e. V. organisiert.

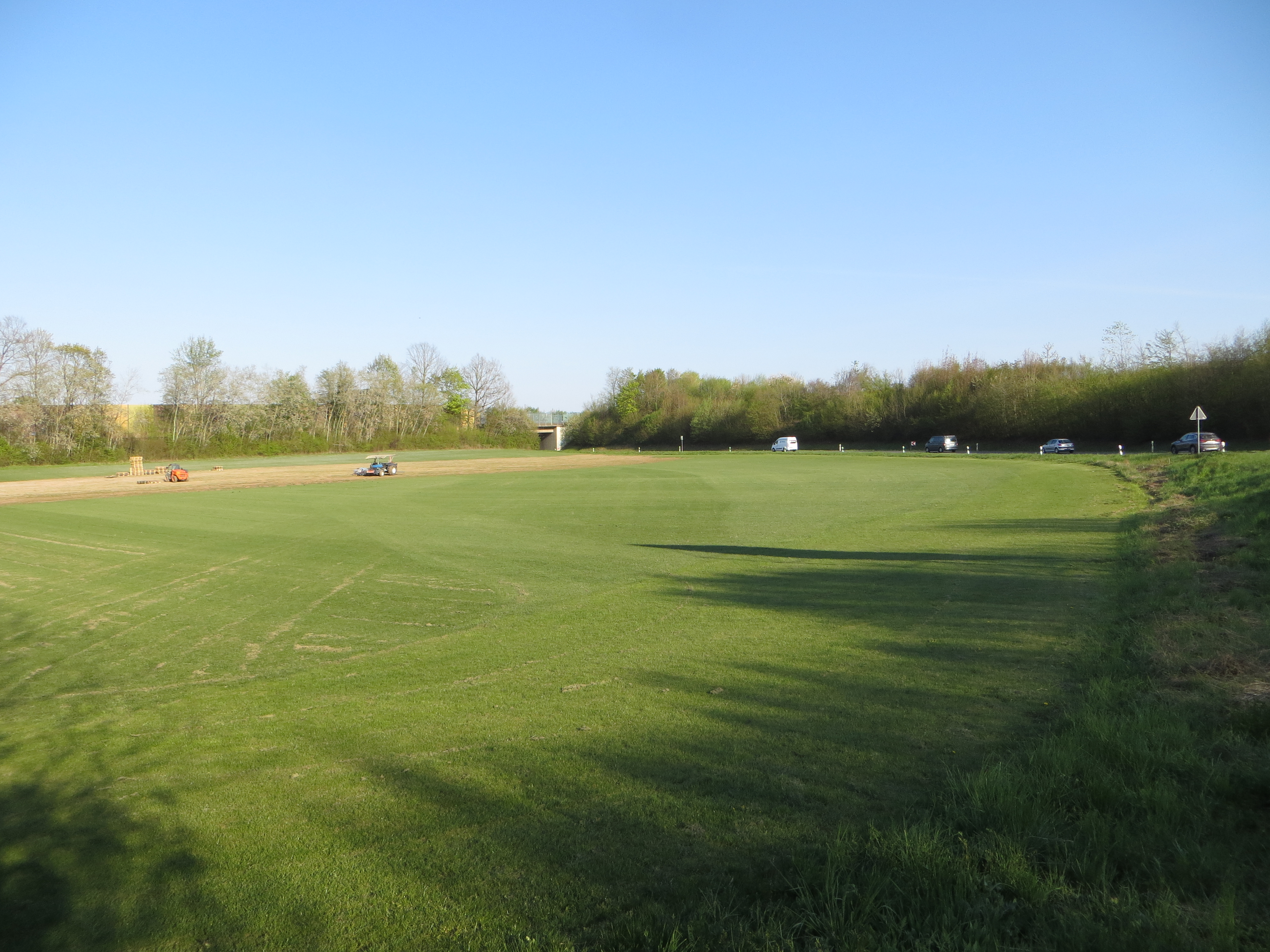
Ernte von Rollrasen in einer Rasenschule bei Weinsberg
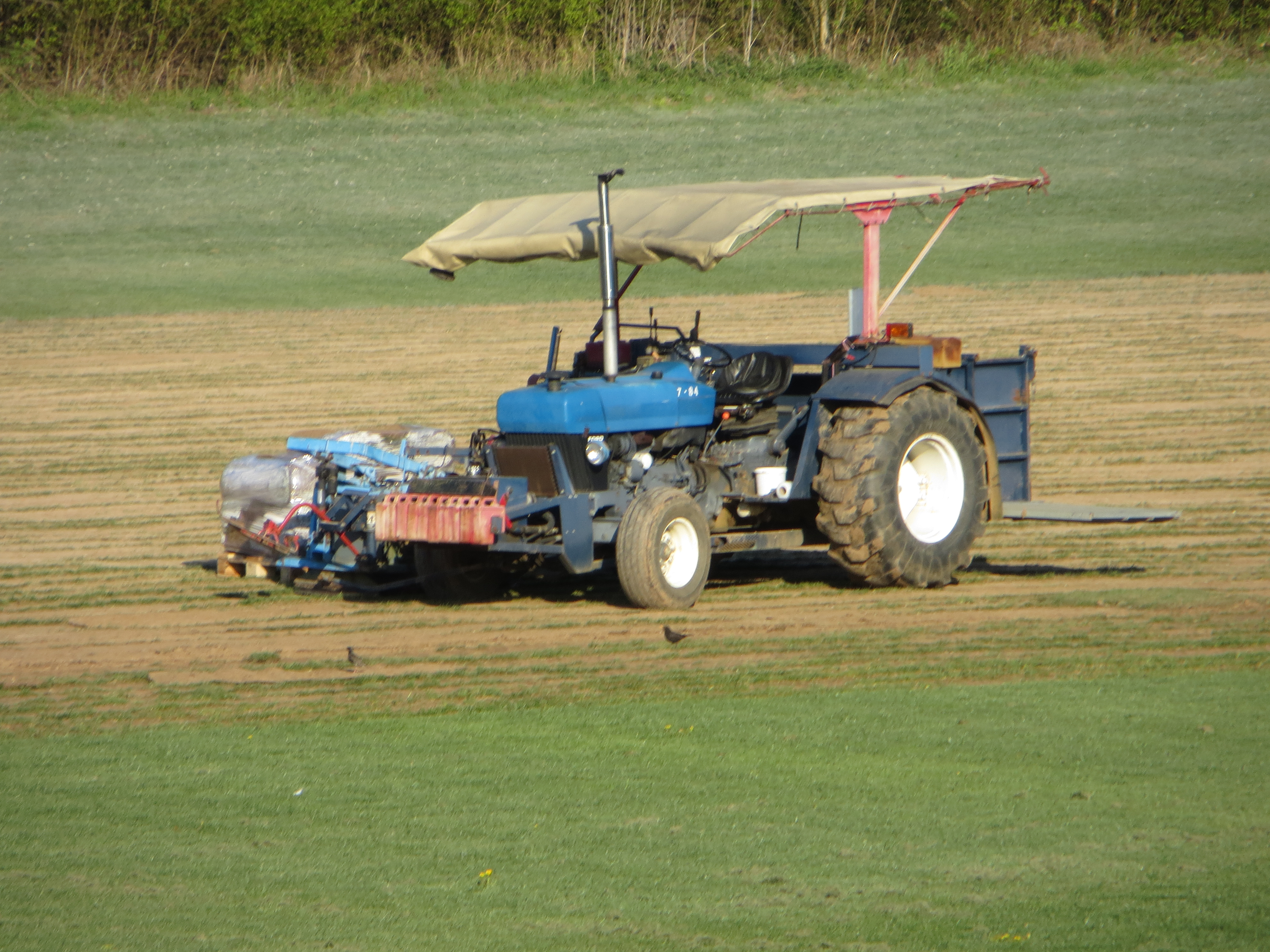
Eine Rollrasen-Erntemaschine schält standardisierte Grassoden
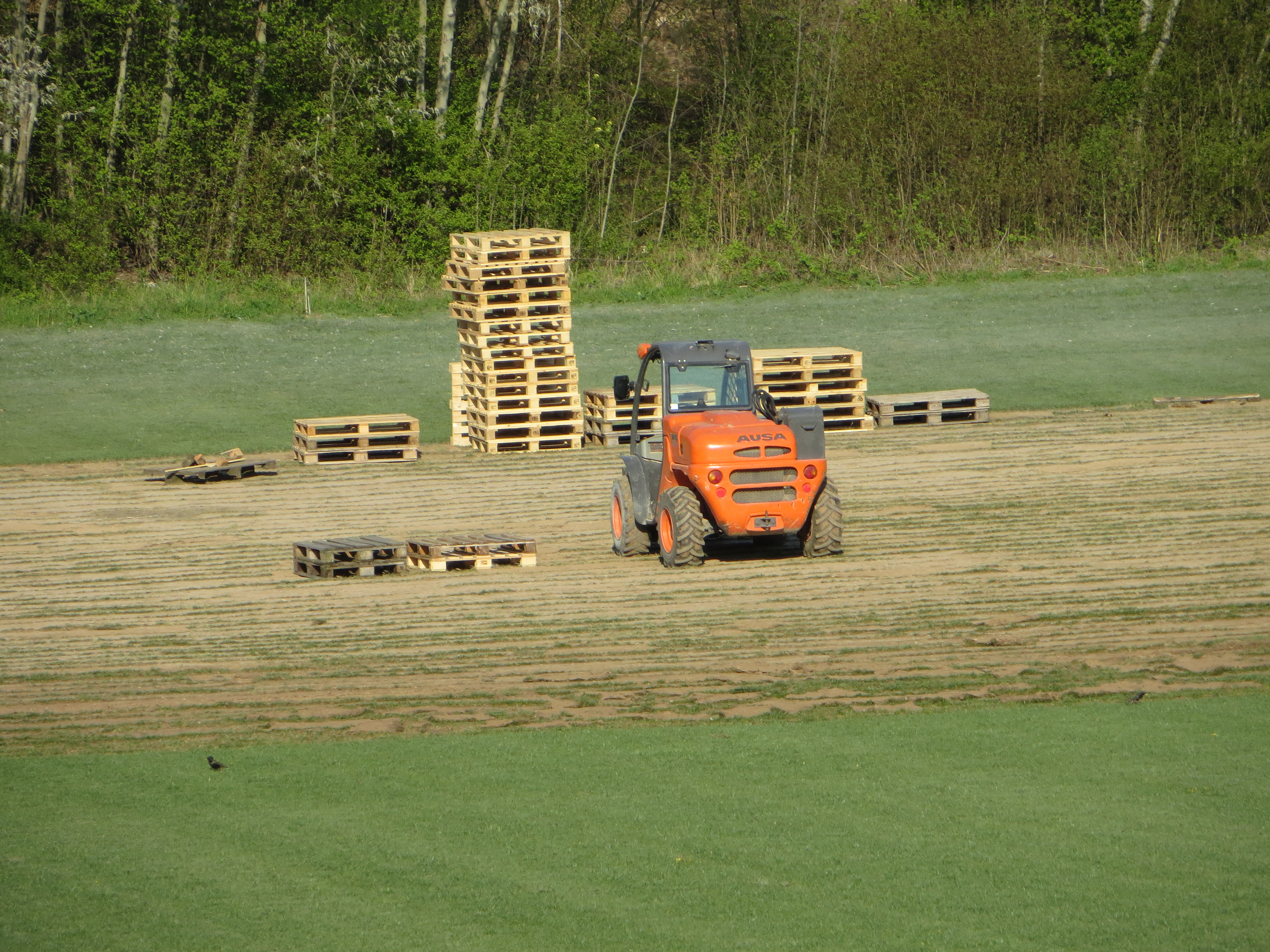
Standard-Grassoden werden auf Transportpaletten verladen

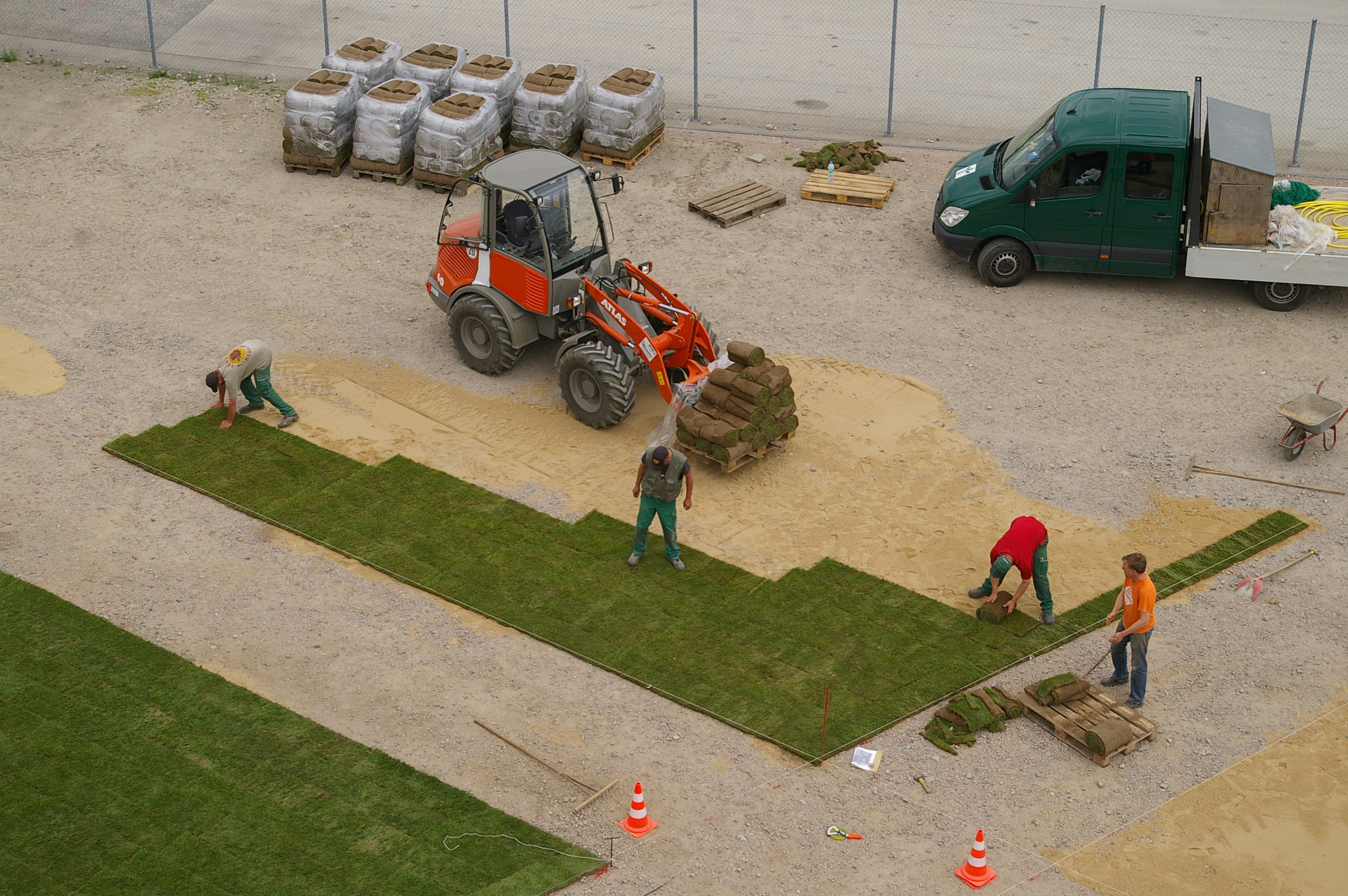
Verlegung von Rollrasen

Nach der Aussaat vergehen 10 bis 18 Monate bis zur Ernte. Eine gut verwurzelte Rollrasensode lässt wenig Platz für Unkraut. Bei der Rollrasenanzucht werden in der Regel Herbizide eingesetzt.

## Rollrasen im Sport
Es gibt zwei gängige Methoden zur Begrünung eines Sportplatzes: Einsaat und Verwendung von Rollrasen. Ein Großteil der Fußballstadien wird mit Rollrasen ausgestattet, da zwischen dem Abtragen der alten Sode und der Fertigstellung eines neuen Spielfelds nicht viel Zeit vergehen darf.
Nach der Einsaat eines Spielfelds vergeht weitaus mehr Zeit bis zur Platz-Einweihung als nach der Rollrasen-Verlegung. Mindestens ein halbes Jahr, in der Regel aber gut ein Jahr dauert es, bis aus dem Saatgut ein Spielfeld geworden ist, das uneingeschränkt genutzt werden kann.
Grundsätzlich unterscheidet man beim Rollrasen zwischen Dünnsoden (Schälstärke ca. 2 cm) und Dicksoden (Schälstärke über 4 cm). Letztere bringen deutlich mehr Bodenanteil mit. Die Dünnsode wurzelt schneller an, da mehr Wurzeln gekappt wurden und somit mehr Wurzelausschlag stattfindet.
Die Begrünung mittels klassischer Einsaat mit hochwertigem Saatgut kostet nur einen Bruchteil dessen, was die Verlegung von Rollrasen, insbesondere Dicksoden, kostet. In der „Sandwich-Bauweise“ ist es auch möglich, den neuen Rasen über den alten zu legen. In zwei Arbeitstagen kann ein Sportplatz mit Rollrasen belegt werden. Voraussetzung ist fast immer das vorherige Abschälen der Altnarbe und das Vorbereiten der Fläche zur Verlegung. Auch der Unterbau gemäß DIN 18035 inklusive Drainage muss gegeben sein.

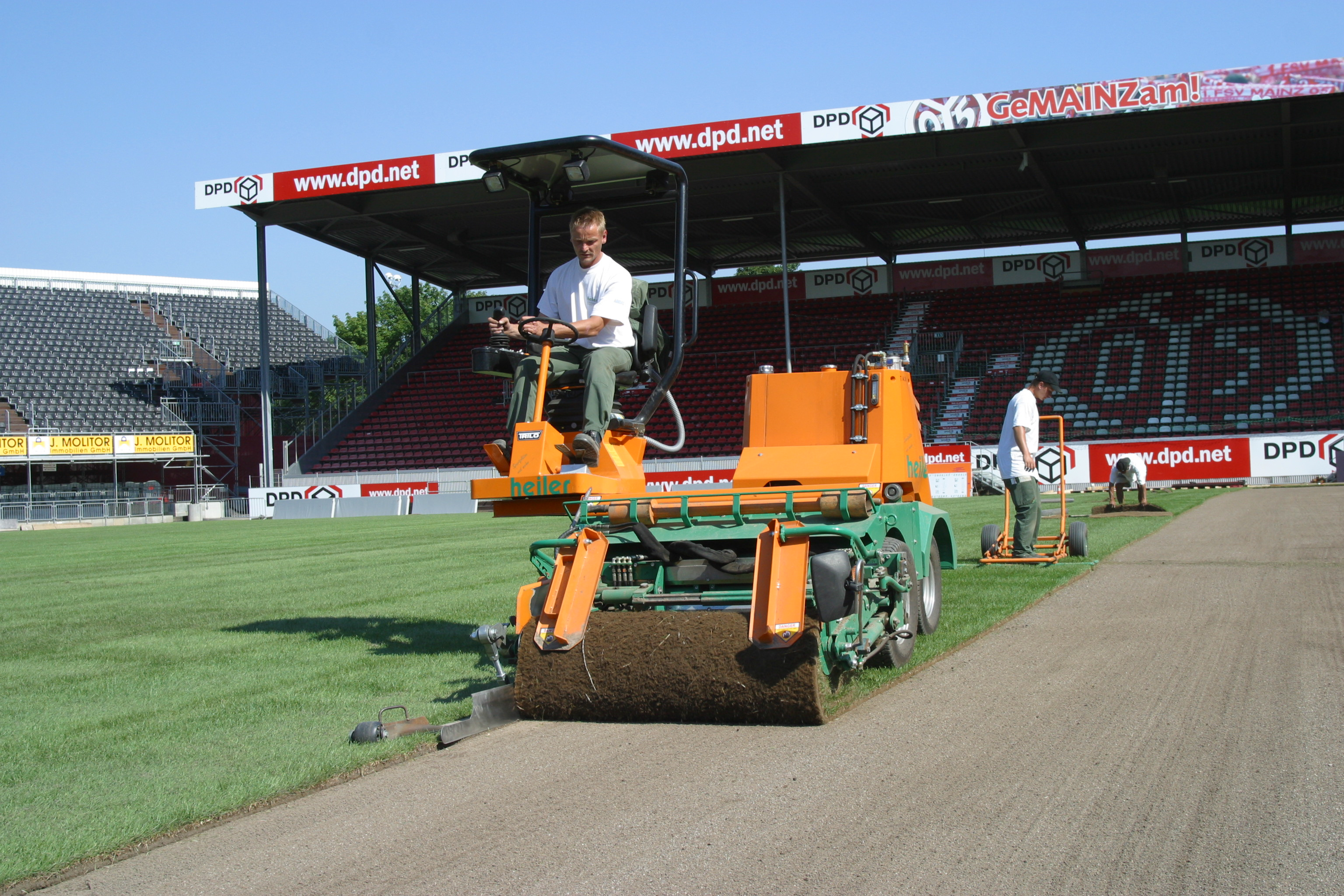
Maschinelle Verlegung von Rollrasen in einem Fußballstadion
- Video: Verlegung von Rollrasen in einem Stadion